# Coupe du monde féminine de cyclisme sur route 2015
Navigation
Édition précédente
La Coupe du monde de cyclisme sur route féminine 2015 est la 18e et dernière édition de la Coupe du monde de cyclisme sur route féminine. Les compétitions inscrites au calendrier sont identiques à l'édition précédente, à l’exception de la Philadelphia Cycling Classic qui intègre la Coupe du monde pour la première fois.
La Britannique Elizabeth Armitstead, tenante du titre, s'impose une nouvelle fois en 2015 en devançant Anna van der Breggen lors de la dernière manche qui se déroule à Plouay.
La Coupe du monde est remplacée par l'UCI World Tour féminin à partir de 2016.

## Courses
| Date     | #  | Course                                   | Pays       | Vainqueur            | Deuxième               | Troisième              | Leader du général    |
| -------- | -- | ---------------------------------------- | ---------- | -------------------- | ---------------------- | ---------------------- | -------------------- |
| 14 mars  | 1  | Tour de Drenthe                          | Pays-Bas   | Jolien D'Hoore       | Amy Pieters            | Ellen van Dijk         | Jolien D'Hoore       |
| 29 mars  | 2  | Trofeo Alfredo Binda-Comune di Cittiglio | Italie     | Elizabeth Armitstead | Pauline Ferrand-Prévot | Anna van der Breggen   | Elizabeth Armitstead |
| 5 avril  | 3  | Tour des Flandres                        | Belgique   | Elisa Longo Borghini | Jolien D'Hoore         | Anna van der Breggen   | Jolien D'Hoore       |
| 22 avril | 4  | Flèche wallonne                          | Belgique   | Anna van der Breggen | Annemiek van Vleuten   | Megan Guarnier         | Anna van der Breggen |
| 17 mai   | 5  | Tour de l'île de Chongming               | Chine      | Giorgia Bronzini     | Kirsten Wild           | Fanny Riberot          | Anna van der Breggen |
| 7 juin   | 6  | Philadelphia Cycling Classic             | États-Unis | Elizabeth Armitstead | Elisa Longo Borghini   | Alena Amialiusik       | Elizabeth Armitstead |
| 2 août   | 7  | Tour de Bochum                           | Allemagne  | Barbara Guarischi    | Lucinda Brand          | Emilie Moberg          | Elizabeth Armitstead |
| 21 août  | 8  | Open de Suède Vårgårda TTT               | Suède      | Rabo Liv Women       | Velocio-SRAM           | Boels-Dolmans          | Elizabeth Armitstead |
| 23 août  | 9  | Open de Suède Vårgårda                   | Suède      | Jolien D'Hoore       | Giorgia Bronzini       | Lisa Brennauer         | Jolien D'Hoore       |
| 29 août  | 10 | GP de Plouay-Bretagne                    | France     | Elizabeth Armitstead | Emma Johansson         | Pauline Ferrand-Prévot | Elizabeth Armitstead |

## Classements finals

### Classement individuel
| Pos. | Coureuse               | Équipe              | 1   | 2   | 3   | 4   | 5   | 6   | 7   | 8  | 9   | 10  | Total |
| ---- | ---------------------- | ------------------- | --- | --- | --- | --- | --- | --- | --- | -- | --- | --- | ----- |
| 1    | Elizabeth Armitstead   | Boels Dolmans       | 40  | 120 | 35  | 0   | -   | 120 | 20  | 25 | 4   | 120 | 484   |
| 2    | Anna van der Breggen   | Rabo Liv Women      | 0   | 85  | 85  | 120 | -   | -   | 0   | 35 | 60  | 50  | 435   |
| 3    | Jolien D'Hoore         | Wiggle-Honda        | 120 | -   | 100 | 0   | -   | -   | 35  | 16 | 120 | -   | 391   |
| 4    | Elisa Longo Borghini   | Wiggle-Honda        | 0   | 70  | 120 | 6   | -   | 100 | 0   | 16 | 8   | 30  | 350   |
| 5    | Lucinda Brand          | Rabo Liv Women      | 70  | 12  | 10  | 0   | -   | -   | 100 | 35 | 70  | 18  | 315   |
| 6    | Pauline Ferrand-Prévot | Rabo Liv Women      | -   | 100 | 40  | 35  | -   | -   | -   | -  | -   | 85  | 260   |
| 7    | Alena Amialiusik       | Velocio-SRAM        | 0   | 60  | 50  | 30  | -   | 85  | 0   | 30 | 0   | -   | 255   |
| 8    | Giorgia Bronzini       | Wiggle-Honda        | 0   | 6   | 0   | -   | 120 | 4   | 0   | -  | 100 | 2   | 232   |
| 9    | Ashleigh Moolman       | Lotto Soudal Ladies | -   | 25  | 25  | 70  | -   | -   | -   | 20 | 20  | 70  | 230   |
| 10   | Annemiek van Vleuten   | Bigla               | 16  | 40  | 70  | 100 | -   | -   | -   | -  | -   |     | 226   |

### Classement par équipes
|    | Équipe              | Pays        | Points |
| -- | ------------------- | ----------- | ------ |
| 1  | Rabo Liv Women      | Pays-Bas    | 1204   |
| 2  | Wiggle Honda        | Royaume-Uni | 1071   |
| 3  | Boels Dolmans       | Pays-Bas    | 1057   |
| 4  | Bigla               | Suisse      | 856    |
| 5  | Velocio-SRAM        | Allemagne   | 747    |
| 6  | Orica-AIS           | Australie   | 343    |
| 7  | Liv-Plantur         | Pays-Bas    | 296    |
| 8  | Hitec Products      | Norvège     | 278    |
| 9  | Lotto Soudal Ladies | Belgique    | 262    |
| 10 | Alé Cipollini       | Italie      | 207    |